# Österreichisch-russische Beziehungen
Die Österreichisch-russischen Beziehungen sind das zwischenstaatliche Verhältnis zwischen Österreich und Russland. Diplomatische Beziehungen zwischen den jeweiligen Vorgängerstaaten lassen sich um mehrere Jahrhunderte zurückverfolgen. So gehörten das habsburgische Österreich und das Russische Zarenreich zur Pentarchie der europäischen Großmächte und waren lange Verbündete, bis sie schließlich begannen auf dem Balkan um Einfluss zu konkurrieren, was maßgeblich zum Ausbruch des Ersten Weltkriegs beitrug. Österreich wurde nach dem Zweiten Weltkrieg außenpolitisch neutral und behielt diesen Status bis heute bei, auch wenn das Land 1995 der EU beitrat. Österreich unterhielt lange Zeit exzellente Kontakte zu Russland, welche sich allerdings nach dem russischen Überfall auf die Ukraine 2022 eintrübten. Die Wirtschaftsbeziehungen wurden allerdings weitergeführt.

## Geschichte

### Frühe Beziehungen

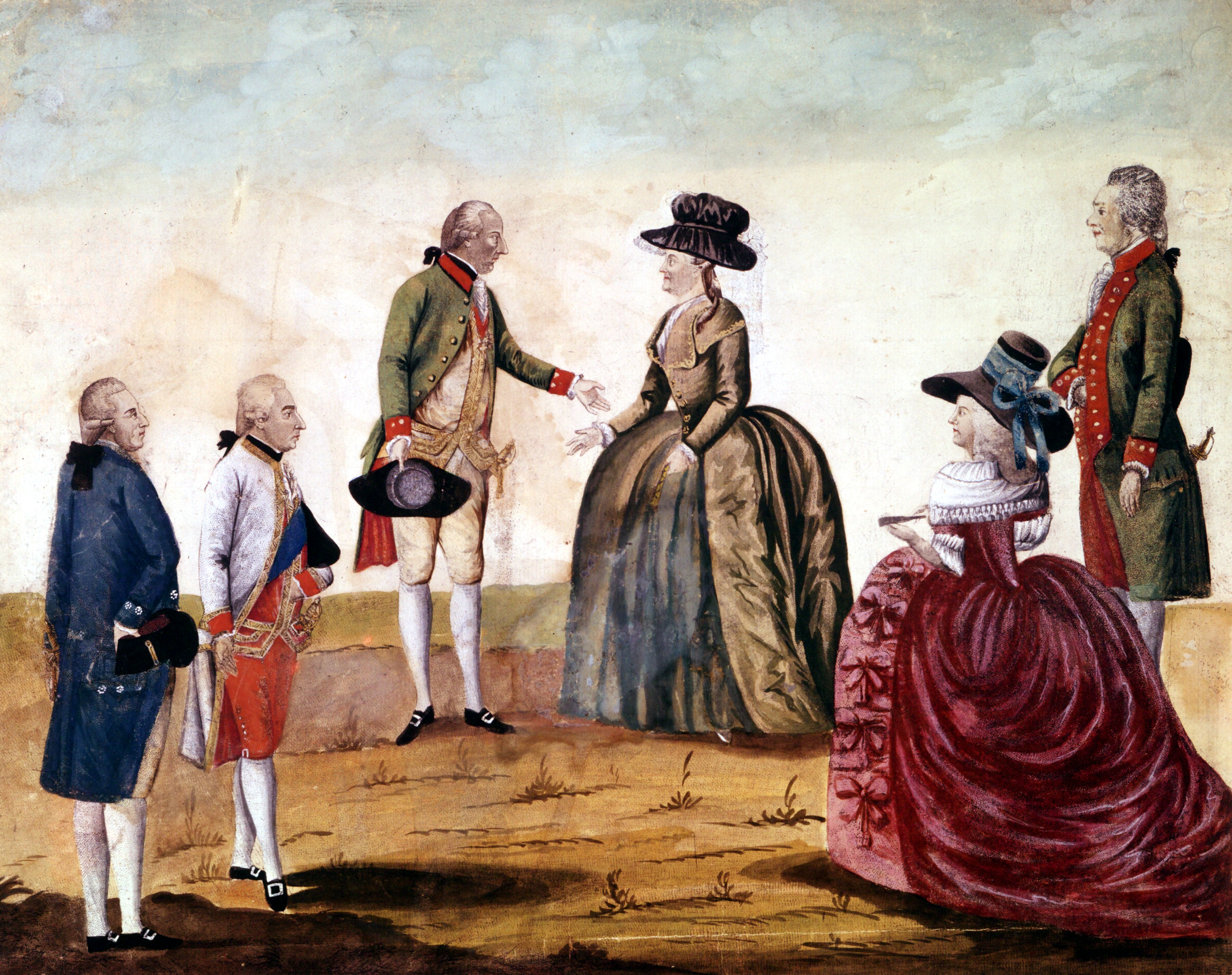
Josephs II. und Kaiserin Katharina II. bei Kodak am Dnepr, 18. Mai 1787.

Die Länder, die heute zu Österreich gehören, waren einst eine Ansammlung von Lehen des Hauses Habsburg, dessen Oberhaupt ab dem 15. Jahrhundert häufig auch der Kaiser des Heiligen Römischen Reiches war. Erst unter Peter dem Großen orientierte sich Russland außenpolitisch und kulturell stärker zum Westen hin, aber es gab bereits davor schon Kontakte zwischen dem Heiligen Römischen Reich und Russland. Der bekannteste von allen war die Gesandtschaft von Sigismund von Herberstein in Russland im 16. Jahrhundert. Als Peter der Große 1721 zum Kaiser ausgerufen wurde, verzögerte sich die Anerkennung des Kaisertitels durch die Habsburger, die ebenfalls Anspruch auf die Nachfolge des Römischen Reiches erhoben, bis 1742, als Russland die Habsburger während des Österreichischen Erbfolgekrieges unterstützte. Der Eintritt Russlands in die europäische Politik führte zu häufigen Bündnissen zwischen Russland und Österreich, die sich gegen die Osmanen und Frankreich richteten. Russland und Österreich waren Verbündete im Polnischen Erbfolgekrieg (1733–1738), im Österreichischen Erbfolgekrieg (1740–1748), im Siebenjährigen Krieg (1756–1763) und von 1787 bis 1791 führten beide Monarchien getrennte Kriege gegen die Osmanen. Beide Länder nahmen an der ersten und dritten Teilung Polens teil, und spalteten gemeinsam mit Preußen Polen-Litauen untereinander auf. Durch die Zerschlagung Polens wurden beide Reiche zu Nachbarn. Die Französische Revolution führte zu einer ideologischen Solidarität zwischen den absolutistischen Monarchien, dazu gehörten Russland und Österreich, die beide in den Koalitionskriegen gegen Frankreich kämpften.

### Wiener Kongress bis zum Ersten Weltkrieg
1804 wurde Österreich zum Kaiserreich ausgerufen, und nach dem Wiener Kongress verpflichteten sich die reaktionären Großmächte Europas, zusammenzuarbeiten, um demokratische Revolutionen in Schach zu halten, wobei Österreich und Russland die größten Verfechter der Wiener Vereinbarung waren. Beide Länder schlossen sich 1815 gemeinsam mit Preußen zur Heiligen Allianz zusammen, die die „legitime“ monarchische Ordnung in Europa schützen sollte. 1818 trat auch das restaurierte Königreich Frankreich der Allianz bei. Nach 1815 basierte die österreichische Politik unter Klemens von Metternich auf einer Akzeptanz der politischen Vorherrschaft Russlands in Moldawien und der Walachei. In den 1830er Jahren erwirkte er von Zar Nikolaus I. einige wirtschaftliche Zugeständnisse. Beide Mächte kooperierten, mit dem gemeinsamen Ziel, den Status quo zu bewahren. Die Revolutionen von 1848 erschütterten die habsburgischen Länder und forderten die monarchische Ordnung heraus. Die Ungarn erklärten ihre Unabhängigkeit. Russland griff ein und marschierte in Ungarn ein, um die Ungarische Revolution zu unterdrücken und die habsburgische Souveränität wiederherzustellen.

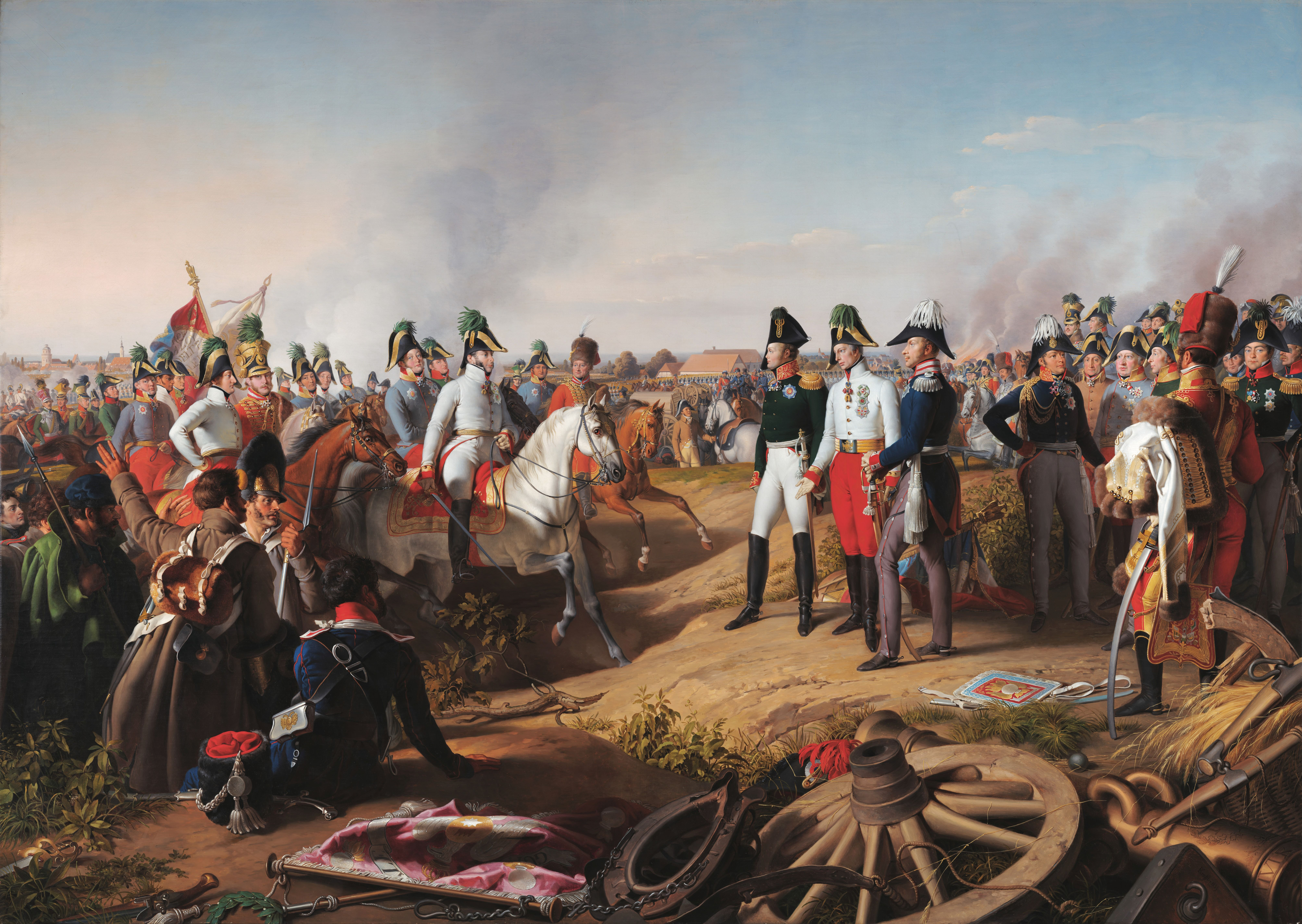
Alexander I. von Russland, Franz I. von Österreich und Friedrich Wilhelm III. von Preußen nach der Völkerschlacht bei Leipzig 1813

Während des Krimkriegs verfolgte Österreich eine Politik der feindschaftlichen Neutralität gegenüber Russland und unterstützte die anglo-französische Koalition, obwohl es nicht in den Krieg zog. Diese Haltung verärgerte Nikolaus I. von Russland zutiefst und belastete die russisch-österreichischen Beziehungen in der Folgezeit erheblich. Obwohl Russland durch den Pariser Vertrag bestraft wurde, war es letztlich Österreich, das durch den Krimkrieg am meisten verlor, obwohl es nicht direkt teilnahm. Nachdem es sein Bündnis mit Russland aufgekündigt hatte, war Österreich nach dem Krieg diplomatisch isoliert. Russland blieb in der Folge neutral, als Österreich aus den italienischen und deutschen Staaten vertrieben wurde. Diese russische Neutralität gegenüber seinem ehemaligen Verbündeten trug eindeutig zur österreichischen Niederlage im Österreichisch-Preußischen Krieg von 1866 und zum Verlust des Einflusses in den meisten deutschsprachigen Ländern bei. Die Habsburger mussten daher den ungarischen Forderungen nach Autonomie nachgeben und gründeten ihren Staat als Österreich-Ungarn neu.

#### Rivalität auf dem Balkan
Frankreich war nach dem Deutsch-Französischen Krieg und dem Verlust von Elsass-Lothringen Deutschland gegenüber feindselig eingestellt und schloss ein Bündnis mit Russland. Das große slawische Reich konkurrierte mit Österreich-Ungarn um eine stärkere Rolle auf dem Balkan auf Kosten des Osmanischen Reiches. Die Österreicher befürchteten, dass Russland eine panslawistische Politik verfolgen könnte, um alle slawischen Völker unter der Führung des Zaren zu vereinen. Dies veranlasste sie, eine antislawische Politik im In- und Ausland zu verfolgen. Der Besuch des österreichischen Kaisers Franz Joseph in Sankt Petersburg und seine Konferenz mit Nikolaus II. von Russland im Jahr 1897 läuteten eine geheime Vereinbarung zwischen den beiden Reichen ein, den Status quo auf dem Balkan zu respektieren und aufrechtzuerhalten, was den Bemühungen Wiens entsprach, das Entstehen eines großen slawischen Staates in der Region zu verhindern. Diese Vereinbarung wurde durch den Budapester Vertrag 1897 bestätigt. 1903 wurde jedoch der österreichfreundliche König Aleksandar Obrenović von Serbien bei einem Staatsstreich ermordet. Der neue König Peter I. war pro-russisch eingestellt, und die Beziehungen zwischen Serbien und Österreich-Ungarn und damit auch zu Russland verschlechterten sich. Österreich-Ungarns formale Annexion Bosniens im Jahr 1908 bestürzte Russland und verärgerte Serbien, das eigene Ansprüche auf Bosnien erhob. Nach einer diplomatischen Krise lenkte Russland schließlich ein, doch die Beziehungen zwischen den beiden Reichen wurden dauerhaft beschädigt. Das Ergebnis war eine erbitterte Feindschaft zwischen Österreich-Ungarn auf der einen und Serbien und Russland auf der anderen Seite.
Nach der Ermordung des österreichischen Erzherzogs Franz Ferdinand durch den serbischen Nationalisten Gavrilo Princip des Geheimbundes „Schwarze Hand“ am 28. Juni 1914 stellte Österreich Serbien das Juli-Ultimatum. Serbien lehnte das Ultimatum ab und am 28. Juli 1914 erklärte Österreich-Ungarn Serbien den Krieg. Am 6. August unterzeichnete Kaiser Franz Joseph die österreichisch-ungarische Kriegserklärung an Russland, das sich seit dem 1. August im Krieg mit Deutschland, dem Verbündeten Österreich-Ungarns, befand. Russland und Österreich-Ungarn kämpften bis zur Erschöpfung an der Ostfront. Der Krieg endete mit dem Sturz der Monarchien in beiden Ländern sowie in Deutschland und der Auflösung ihrer Reiche.

### Österreichisch-sowjetische Beziehungen

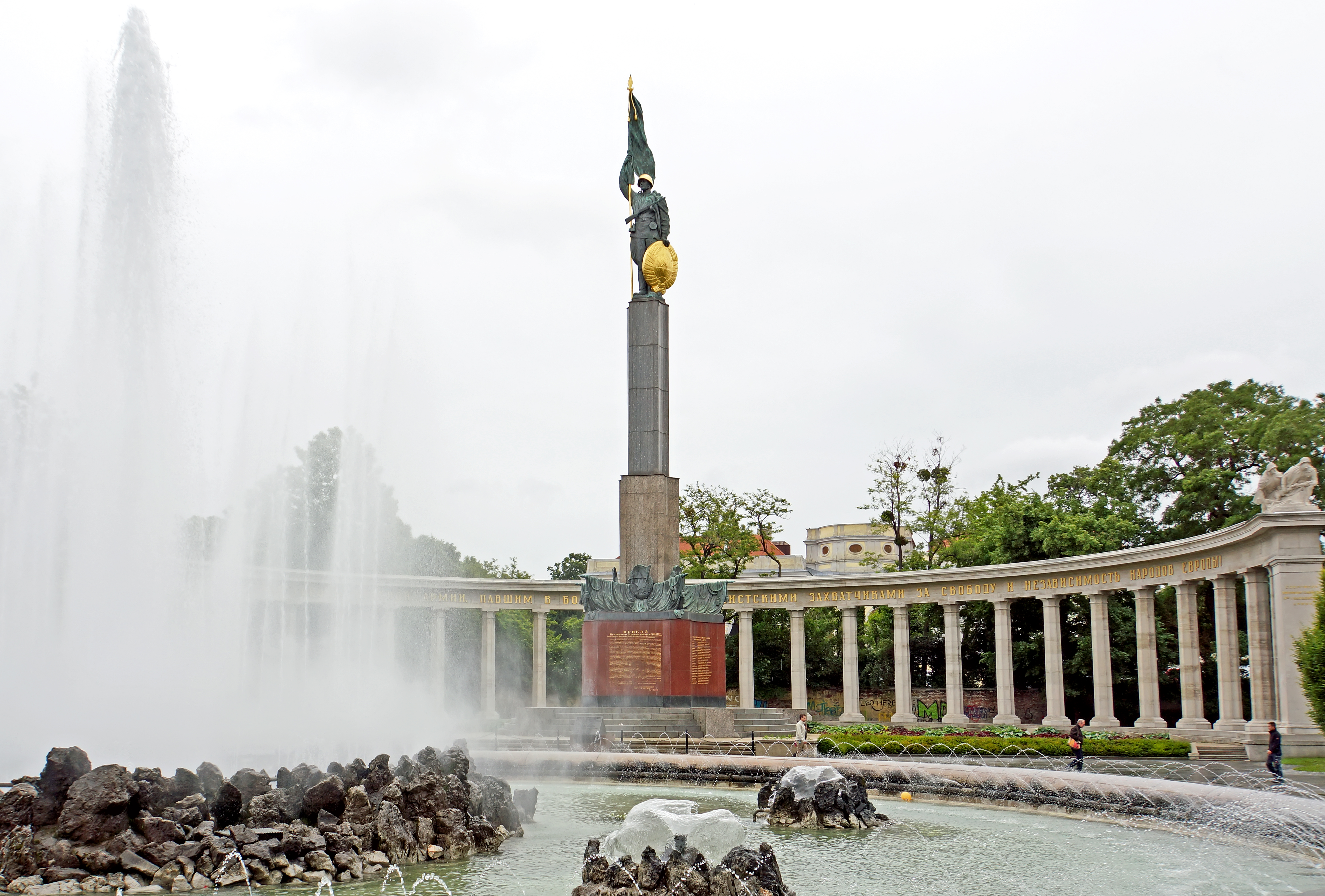
Heldendenkmal der Roten Armee in Wien

Die diplomatischen Beziehungen zwischen Österreich und der Sowjetunion wurden am 21. Februar 1924 aufgenommen und das Gebäude der ehemaligen kaiserlich-russischen Botschaft wurde den Sowjets übergeben. Beide Länder hatten davor bereits Handelsbeziehungen etabliert. Die sowjetisch-österreichische Kooperation sorgte für Misstrauen auf dem Balkan, wurde allerdings durch die österreichische Furcht vor einer kommunistischen Unterwanderung in ihrer Intensität begrenzt. Der nach dem Ersten Weltkrieg verbliebene deutschösterreichische Rumpfstaat ging 1938 schließlich im Rahmen des Anschlusses mit NS-Deutschland zusammen und war somit Teil des späteren deutschen Überfalls auf die Sowjetunion, der in einem sowjetischen Gegenangriff und der Zerschlagung des Dritten Reichs endete. Wien fiel nach der Wiener Operation im April 1945 an die Rote Armee.
Österreich wurde von den alliierten Armeen besetzt, von Deutschland getrennt und in vier Besatzungszonen aufgeteilt. Die Sowjets schufen in ihrer Zone keine eigene sozialistische Regierung, wie sie es in Deutschland taten. Stattdessen musste Österreich den österreichischen Staatsvertrag von 1955 unterzeichnen, um seine Souveränität wiederzuerlangen, in dem es sich zur völligen Neutralität in der Konfrontation des Kalten Krieges zwischen der Sowjetunion und dem US-geführten westlichen Block verpflichtete. Der Vertrag sah auch vor, dass Österreich niemals eine Vereinigung mit anderen deutschsprachigen Nationen anstrebt und das sowjetische Kriegerdenkmal in Wien auf Dauer erhalten bleibt. In der Folgezeit war Österreich als neutrales Gebiet häufig Standort von Verhandlungen zwischen den Mächten, wie bei dem Gipfeltreffen in Wien 1961 zwischen John F. Kennedy und Nikita Chruschtschow. Der österreichische Kanzler Bruno Kreisky versuchte, das Land als aktiven Vermittler zwischen den Blöcken aufzubauen.
Im Jahr 1968 begann Österreich als erstes westeuropäisches Land mit dem Import von Erdgas aus der Sowjetunion. In der Folge wurde in Baumgarten an der March an der Ostgrenze Österreichs zur Tschechoslowakei, der heutigen Slowakei, der wichtigste Gasknotenpunkt Europas errichtet.

### Nach 1990

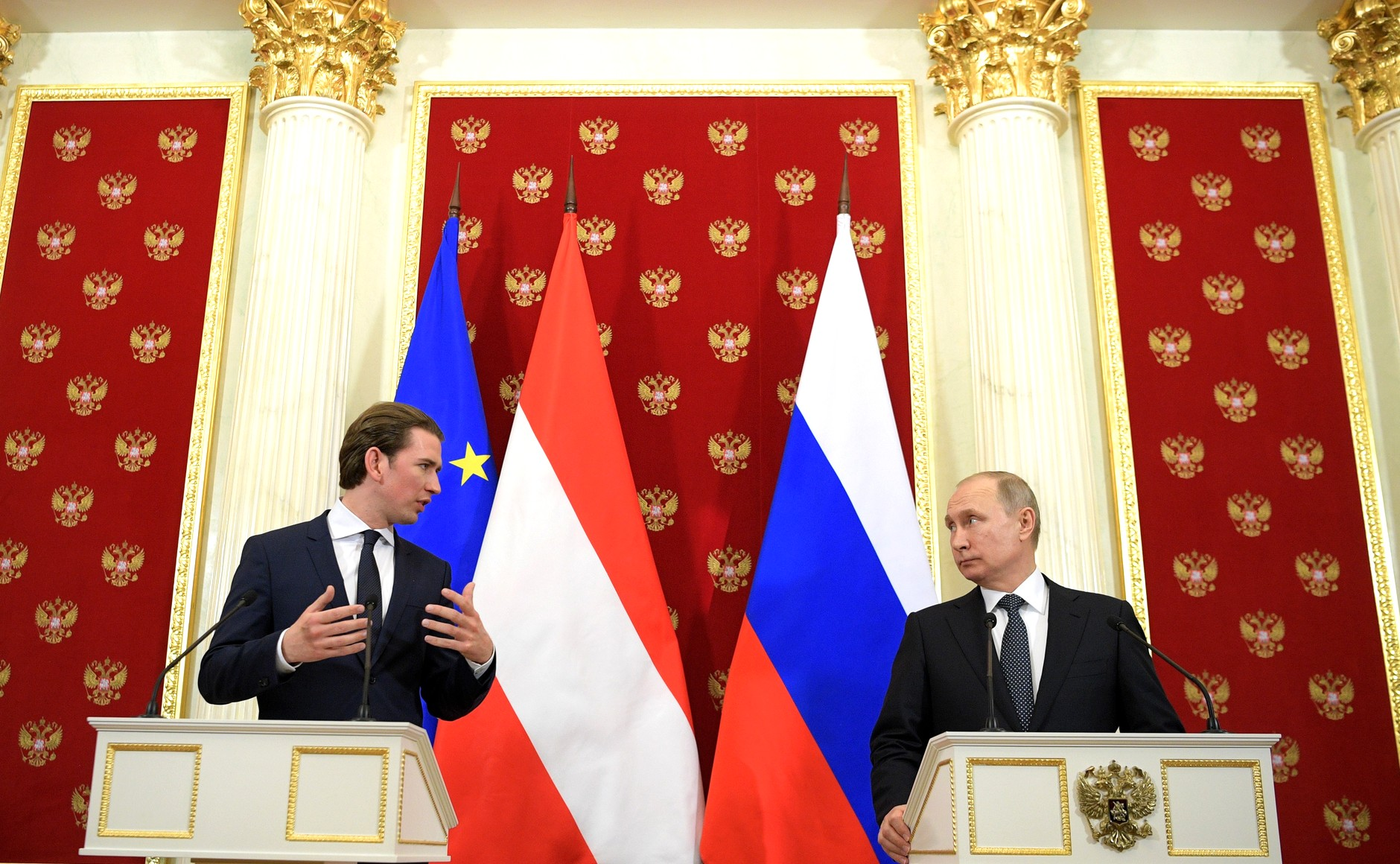
Sebastian Kurz und Wladimir Putin im Kreml (2018)

Nach der Auflösung der UdSSR im Jahr 1991 baute die Russische Föderation, der Nachfolgestaat der Sowjetunion, enge Beziehungen zu Österreich auf. Österreich hat sich auch nach der drastischen Verschlechterung der Beziehungen zwischen Russland und dem Westen nach der Ukraine-Krise 2014 um gute Beziehungen und eine enge wirtschaftliche Zusammenarbeit mit Russland bemüht. Im Dezember 2016 gab der FPÖ-Vorsitzende Heinz-Christian Strache bekannt, dass seine Partei ein Kooperationsabkommen mit „Einiges Russland“, der Partei des russischen Präsidenten Wladimir Putin, unterzeichnet habe. Nach der Nationalratswahl im Oktober 2017 trat die FPÖ als Juniorpartner der siegreichen ÖVP unter Sebastian Kurz in die Regierung ein. Im Juni 2018 erklärte der österreichische Bundeskanzler Sebastian Kurz auf einer gemeinsamen Pressekonferenz in Wien, dass er auf eine schrittweise Annäherung zwischen der Europäischen Union und Russland hoffe. Kurz's Außenministerin Karin Kneissl lud Wladimir Putin auf ihre Hochzeit im Jahr 2018 ein, wobei Putin der Braut Ohrringe im Wert von 50.000 Euro schenkte. Die Vorstandsvorsitzenden von OMV und Gazprom unterzeichnen im Beisein von Putin und Bundeskanzler Sebastian Kurz im Juli 2018 eine Vereinbarung über die Verlängerung der russischen Gaslieferungen an Österreich bis 2040. Die Kurz-Regierung stürzte schließlich an der Ibiza-Affäre im Mai 2019, als FPÖ-Chef Strache auf eine angebliche russische Oligarchin reinfiel, mit der er sich bereit erklärte illegale Geschäfte zu machen und dabei heimlich gefilmt wurde.
Im Februar und März 2022, während des russischen Einmarsches in der Ukraine 2022, unterstützte Österreich die Sanktionen gegen Russland, obwohl es militärisch immer noch neutral war. Am 7. März 2022 setzte Putin Österreich zusammen mit allen anderen Ländern, die die Sanktionen gegen Russland unterstützten, auf die Liste der „unfreundlichen Staaten“. Österreich schloss sich im Frühjahr 2022 anderen Ländern an und wies eine Reihe von russischen Diplomaten aus. Während Österreich das russische Vorgehen in der Ukraine öffentlich kritisiert hat, blieben die Handelsbeziehungen zwischen den beiden Ländern 2023 weitgehend intakt, insbesondere im Energie- und Finanzsektor. Zwei Drittel der in Russland tätigen österreichischen Unternehmen, wie die Raiffeisenbank und Red Bull, verkündeten, dort zu bleiben, und die OMV importierte weiterhin Gas aus Russland. Im Rahmen eines Rechtsstreits stellte Gazprom im November 2024 die Gaslieferungen an OMV ein, wobei russisches Gas jedoch weiterhin nach Österreich geliefert wird.

## Wirtschaftsbeziehungen
Im Jahr 2022 exportierte Österreich Waren im Wert von 1,8 Milliarden Euro nach Russland und importierte im Gegenzug Waren im Wert von knapp 8 Milliarden Euro aus Russland, knapp 90 Prozent des wertmäßigen Anteils davon war Erdgas. Etwa 650 österreichische Firmen waren 2022 mit Niederlassungen, Repräsentationen oder Tochterunternehmen in Russland tätig, danach haben sich etwa 20 bis 30 Prozent davon aus dem Land zurückgezogen. In der Rangliste der wichtigsten Exportdestinationen Österreichs lag Russland 2014 auf Platz 11 und 2023 noch auf Platz 26.
Österreich importiert seit den späten 1960er Jahren Erdgas aus Russland. In den ersten Monaten des Jahres 2024 lag der Marktanteil russischen Erdgases für die gesamte Gasversorgung Österreichs bei ca. 90 Prozent, wobei der Gesamtverbrauch nach 2022 zurückgegangen war. Nach der Eskalation des Kriegs in der Ukraine hatte Österreich angekündigt, seine Energielieferanten zu diversifizieren und langfristig vollständig auf erneuerbare Energieträger umzustellen.

## Russische Spionage in Österreich
Schon In der Zwischenkriegszeit und im Kalten Krieg wurde die österreichische Hauptstadt Wien ein internationales Zentrum der Spionage. Agenten und Spione aus Ost und West wurden in Österreich tätig. Die Gesetze in Österreich waren recht lax gestaltet und Spionage war nicht verboten, wenn sie nicht zum Nachteil Österreichs war. Bereits 1948 standen hier geschätzt knapp 600 amerikanische Agenten ca. 2500 russischen Spionen gegenüber.
Nach dem Kalten Krieg ging die russische Spionage in Österreich weiter. Laut dem Bericht Gazprom's European Web von 2009 ist Österreich seit langem ein beliebtes Land für sowjetische (und später russische) Handels-, Bank- und Spionageaktivitäten. Österreichische Polizeiquellen haben in den 2000er Jahren erklärt, dass der russische Auslandsgeheimdienst SWR seine größte europäische Station in Wien unterhält. Im Jahr 2003 wurde der SWR-Agent Wladimir Alganow in Wien dabei erwischt, wie er über Bestechungsgelder sprach, die russische Spione an hochrangige polnische Beamte gezahlt hatten.
Der ehemalige Leibwächter des tschetschenischen Präsidenten Ramsan Kadyrow und prominente Kritiker der tschetschenischen Regierung, Umar Israilow, der eine Beschwerde beim Europäischen Gerichtshof für Menschenrechte eingereicht hatte und der New York Times seine Geschichte erzählen wollte, wurde im Januar 2009 auf einer Straße in Wien ermordet. Der mit Präsident Putin eng Verbündete Kadyrow soll die Anweisung zum Mord gegeben haben.
Am 9. November 2018 erklärte der österreichische Bundeskanzler Sebastian Kurz, dass ein 70-jähriger pensionierter Oberst des Bundesheeres vermutlich rund dreißig Jahre lang für Russland spioniert hat. Der betreffende Offizier, der dank eines Hinweises der britischen Regierung enttarnt wurde, soll von 1992 bis September 2018 Staatsgeheimnisse an den russischen Geheimdienst GRU weitergegeben haben. Er soll dafür knapp 300.000 Euro an Bestechungsgeldern erhalten haben.
Das deutsche börsennotierte Unternehmen Wirecard ging im Juni 2020 bankrott, nachdem Bilanzbetrug in Milliardenhöhe bei dem Unternehmen festgestellt wurde. Der österreichische Wirecard-Vorstandsvorsitzende Jan Marsalek entzog sich den Strafverfolgungsbehörden und flüchtete nach Russland. Später wurde bekannt, dass Marsalek jahrelang für Russland spioniert und sicherheitsrelevante Kryptotechnik an Russland weitergegeben hatte. Er soll auch russische Geheimdienstoperationen finanziert und Kontakte zur Gruppe Wagner unterhalten haben. In Russland soll Marsalek mit der Hilfe des russischen Geheimdienstes eine neue Identität als orthodoxer Priester erhalten haben.
Im August 2020 wies Österreich einen russischen Diplomaten aus, nachdem ihm vorgeworfen wurde, in Wirtschaftsspionage verwickelt zu sein. Die Kronen Zeitung berichtete, dass die illegalen Aktivitäten des Diplomaten aufgedeckt wurden, nachdem ein Österreicher, der in einem Technologieunternehmen arbeitete, gestand, dass er jahrelang Spionage für den Russen, der sein geheimdienstlicher Betreuer war, betrieben hatte.
Ebenfalls im April 2022 wies Österreich vier russische Diplomaten wegen eines mit ihrem Diplomatenstatus unvereinbaren Verhaltens aus – ein Grund, der in Spionagefällen häufig angeführt wird – und schloss sich damit einer Gruppe von EU-Ländern an, die in derselben Woche ähnliche Maßnahmen ergriffen. Im Februar 2023 wurden vier weitere russische Diplomaten mit derselben Begründung ausgewiesen.
Der „Fall Egisto Ott“ ist ein Beispiel für Putins System und zeigt die Schwachstellen der Republik.

## Diplomatische Standorte
- Österreich hat eine Botschaft in Moskau.
- Russland unterhält eine Botschaft in Wien und ein Generalkonsulat in Salzburg.

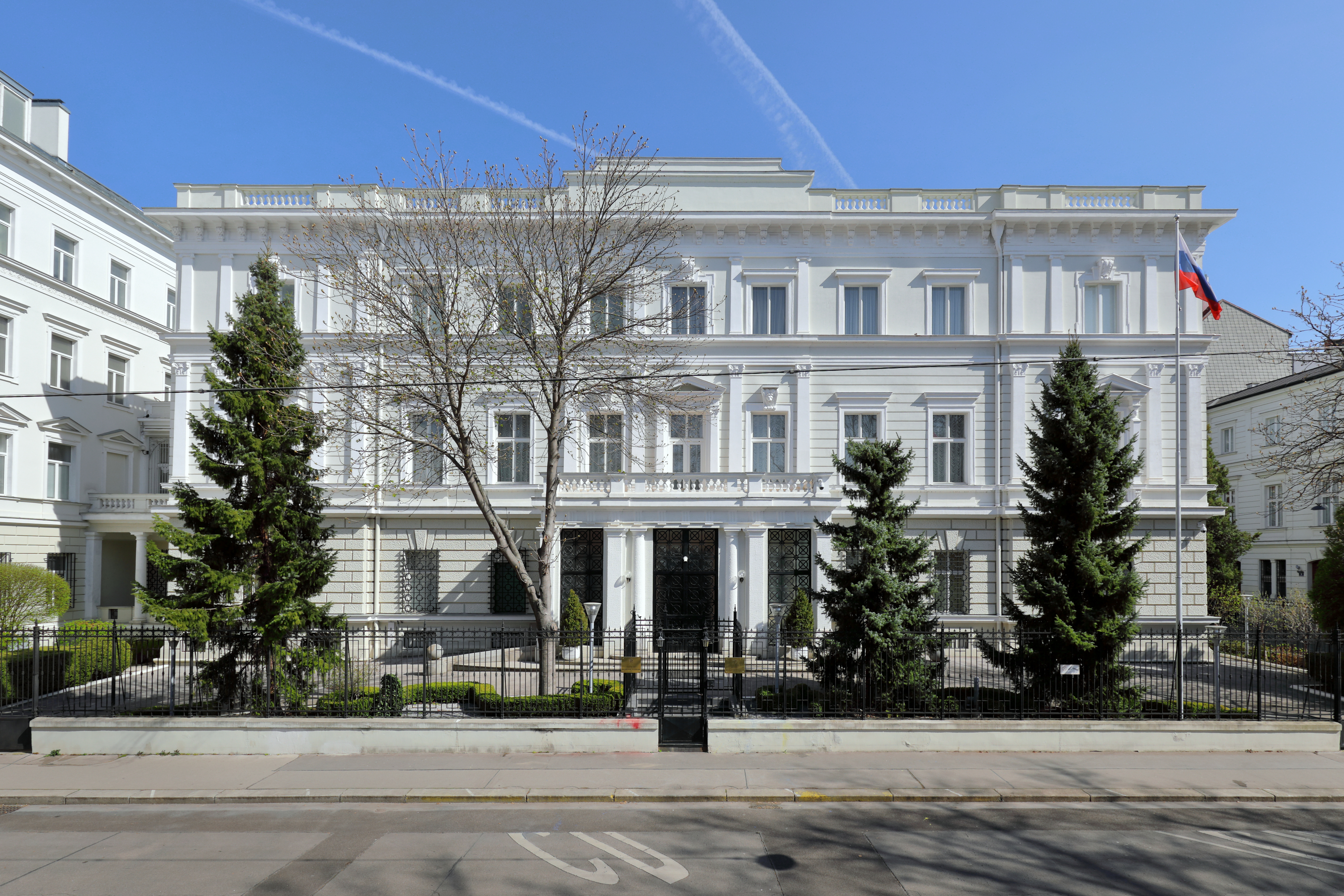
Russische Botschaft in Wien
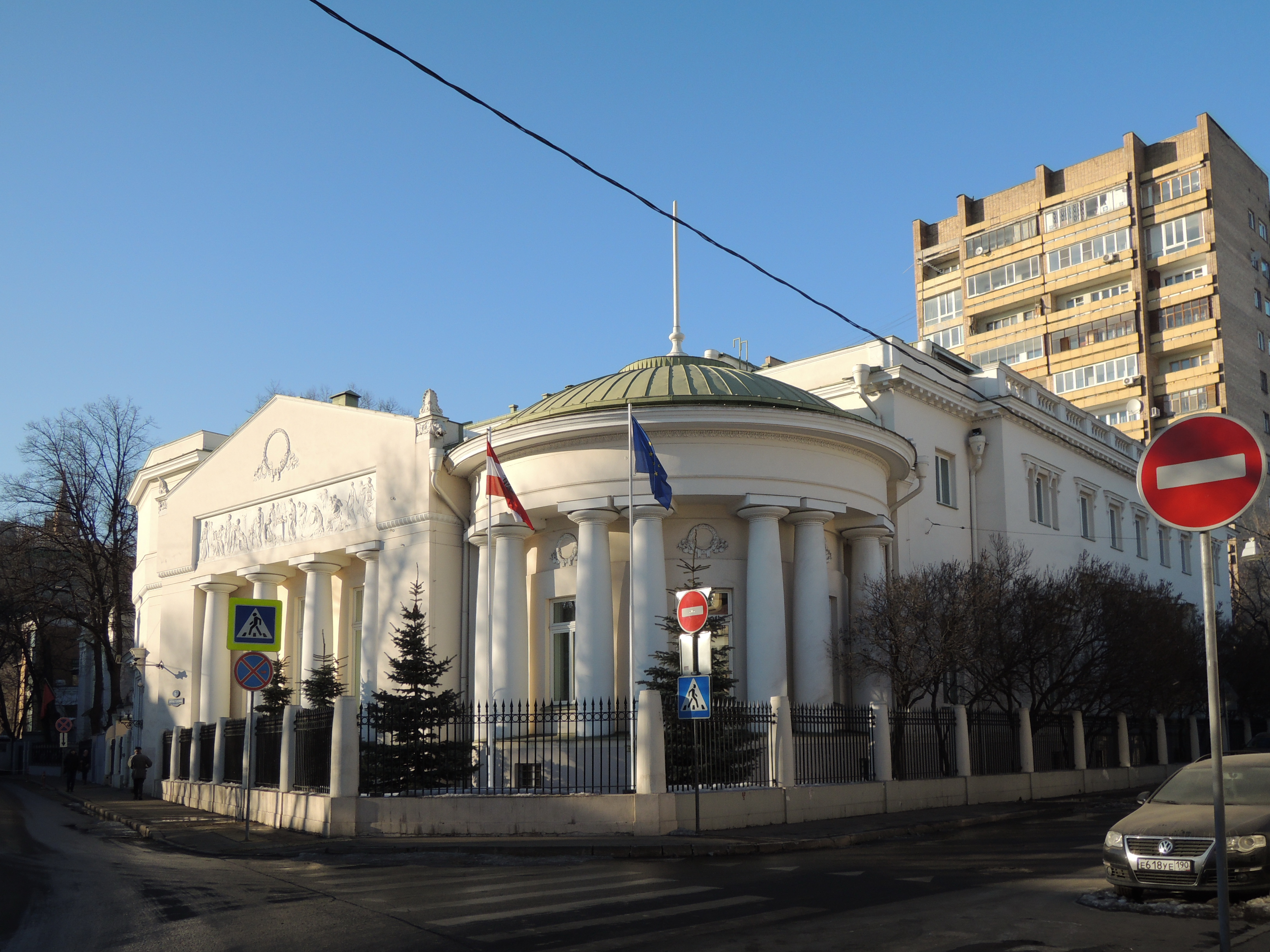
Österreichische Botschaft in Moskau
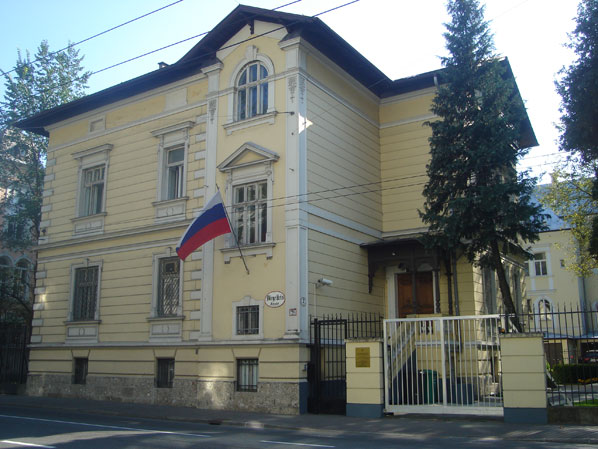
Russisches Generalkonsulat in Salzburg